# Shpëtim Hasani
Shpëtim Hasani, född 1982 i Gjilan, Kosovo, Serbien, SFR Jugoslavien, är en fotbollsspelare från Kosovo av albanskt ursprung.
Han spelar för Mariebergs IK i Sverige. Han har tidigare spelat för ett flertal andra svenska klubbar och har även representerat Kosovos inofficiella fotbollslandslag.

## Karriär
Hasani tillhörde de turkiska ligaklubbarna Bursaspor och Sakaryaspor innan han sommaren 2005 kom till Sverige och skrev på ett treårskontrakt med Kalmar FF. Redan samma höst lånades han dock ut till Degerfors IF i Superettan. Säsongen 2006 spelade han i Kalmar FF i Allsvenskan, men såldes under sommaren till Degerfors IF. Säsongen 2009 spelade han sedan för IK Sirius. 
I november 2009 blev det officiellt klart att Hasani skulle spela för IFK Norrköping i tre säsonger. Han fick den perfekta starten i sitt nya lag efter att ha bidragit med ett mål och en assist i seriedebuten mot Östers IF den 12 april (3-0).  
Efter 75 matcher och 25 mål för IFK lämnade Hasani för Örebro SK i augusti 2012. Efter sejouren i Örebro spelade Hasani en säsong i Polen, i Górnik Łęczna. Han återvände därefter till Sverige för spel en och en halv säsong i GIF Sundsvall. I augusti 2016 återvände Hasani till en av sina tidigare klubbar. Han skrev då på ett kontrakt med Degerfors IF som sträckte sig över säsongen 2017. Säsongen 2018 spelade han i Nora BK i division 2. 
I slutet av 2018 skrev Hasani på för Karlslunds IF. I samband med den värvningen berättade han att han numer ibland även spelar mittback och att höjdpunkterna i hans karriär har varit uppflyttningarna till Allsvenskan med IFK Norrköping och Örebro SK. I december 2019 gick Hasani till division 5-klubben Mariebergs IK. Han gjorde 21 mål på 11 matcher under säsongen 2020.